# كلوديا كاراسكو
كلوديا كاراسكو (بالإسبانية: Claudia Carrasco)‏ هي متسابقة ملكة الجمال بيروفية، ولدت في عقد 1980 في كوسكو في بيرو.